# 5 de desembre
El 5 de desembre és el tres-cents trenta-novè dia de l'any del calendari gregorià i el tres-cents quarantè en els anys de traspàs. Queden 26 dies per finalitzar l'any.

## Esdeveniments
Països Catalans

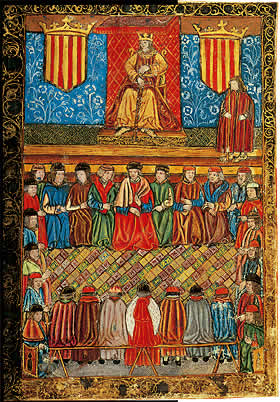
Corts Catalanes segons una miniatura d'un incunable del segle XV

- 1705 - Barcelona: al Palau de la Generalitat, convocades per l'arxiduc Carles III, fins al 31 de març de l'any següent, s'hi celebren Corts per darrera vegada.
- 1808 - Roses (Alt Empordà): l'exèrcit napoleònic va ocupar el poble al final del setge de Roses, quan els defensors van rendir-lo en el marc de la Guerra del Francès.
- 1977 - Es reprèn la publicació del DOGC, amb la publicació del Reial decret 41/1977, de 29 de setembre, de restabliment provisional de la Generalitat de Catalunya, i nomenament de Josep Tarradellas com a President de la Generalitat.
- 1982 - Es constitueixen els Col·lectius de Joves Comunistes (CJC) com a organització juvenil del Partit dels Comunistes de Catalunya (PCC).[1]
- 1998 - París (França): la UNESCO declara Patrimoni de la Humanitat més de 750 jaciments de pintures rupestres d'art llevantí de l'arc mediterrani de la península Ibèrica.
- 2002 - els Hostalets de Pierola (l'Anoia): un grup de paleontòlegs de l'Institut Paleontològic Miquel Crusafont, dirigits per Salvador Moyà i Solà, hi troben els primers ossos del Pau, el Pierolapithecus catalaunicus.
- 2003 - Barcelona: s'hi constitueix el Parlament de Catalunya de la setena legislatura.
- 2004 - València: fins al dia 8, s'hi celebra el Fòrum Mundial de la Reforma Agrària.

Resta del món
- 1484 - Roma (Itàlia): el papa Innocenci VIII publica la seva famosa butlla Summis desiderantes affectibus, per la qual ordena a la Inquisició perseguir a les bruixes en el món conegut.
- 1798 - Luxemburg i els Països Baixos del Sud: els revolucionaris francesos van guanyar la Guerra dels Camperols.
- 1957 - Unió Soviètica: s'hi bota el primer vaixell trencaglaç atòmic.[2]
- 2004 - Tikrit (l'Iraq): els insurgents maten 17 obrers d'una empresa que treballa per a l'exèrcit dels Estats Units (Guerra de l'Iraq).

### Literatura
5 de desembre
Naiximents
- 1830  Christina Rossetti (Goblin Market)
- 1934  Joan Didion (The Year of Magical Thinking)

Morts
- El 1949 —fa 75 anys!— morí a Perpinyà l'escriptor tarragoní Antoni Rovira i Virgili, autor d'Els darrers dies de la Catalunya republicana.

- 1870  Alexandre Dumas (Els tres mosqueters)
- 1925  Władysław Reymont (Nobel 1924)
- 1973  Eugeni Xammar, periodiste (Contra la idea d'imperi)
- 2021  Jean-Paul Didierlaurent (El lector del tren de les 6.27)

## Naixements
Països Catalans
- 1893 -
  - Olot: Concepció Carreras i Pau, poetessa, compositora i professora de música catalana (m. 1961).[3]
  - València: Josep Maria Ots Capdequí, jurisconsult i historiador del dret (m. 1975).

- 1937 - Ciutadella, Menorca: Pilar Benejam i Arguimbau, geògrafa i pedagoga menorquina.[4]

- 1939 - Barcelona: Ricard Bofill i Leví, arquitecte i urbanista català (m. 2022).
- 1940 - Simat de la Valldigna, La Safor: Maria del Carme Girau, cantant i compositora valenciana que formà part de la Nova Cançó.[5]
- 1946 - Barcelona: Josep Maria Carreras Coll, conegut com a Josep Carreras, tenor català.
- 1967 - Inca: Maria Salom Coll, política mallorquina llicenciada en ciències econòmiques i empresarials.[6]
- 1969 - Barcelona: Núria Balagué Gómez, alpinista catalana, que ascendí a l'Everest.[7]

Resta del món
- 1652, Amsterdam: Adriana Spilberg, pintora de l'Edat d'Or neerlandesa (m. ca.1700).[8]
- 1782, Kinderhook, Nova York (EUA): Martin van Buren, advocat, 8è president dels Estats Units (m. 1862)[9]
- 1822, Boston, Massachusetts (EUA): Elizabeth Cabot Agassiz, educadora i naturalista nord-americana.[10]
- 1830, Londres: Christina Rossetti, poeta britànica.[11]

- 1863, Londres, Anglaterra: Arthur Edward Stahlschmidt, escriptor i compositor.
- 1869, Beaver Dam, Comtat de Dodge, Wisconsin: Delia Akeley, exploradora estatunidenca (m. 1970).[12]
- 1890, Viena (Àustria): Fritz Lang, director de cinemaalemany d'origen austríac (m. 1976).[13]
- 1896, Praga, Imperi austrohongarès: Carl Ferdinand Cori, bioquímic, Premi Nobel de Medicina o Fisiologia de 1947 (m. 1984).
- 1898, 
  - Tennessee (EUA): Grace Moore, soprano i actriu de cinema estatunidenca (m. 1947).[14]
  - Valencia, Veneçuela: María Luisa Escobar, musicòloga, pianista i compositora veneçolana.
- 1899, Almeria: Jimena Quirós, científica espanyola, primera oceanògrafa (m. 1983).[15]
- 1901:
  - Chicago: Walt Disney, director, animador i productor de cinema (m. 1966).[16]
  - Würzburg, Alemanya: Werner Heisenberg, físic alemany, Premi Nobel de Física de 1932 (m. 1976).
- 1903, Tonbridge, Kent, (Anglaterra): Cecil Frank Powell, físic anglès, Premi Nobel de Física de 1950 (m. 1969).
- 1907, Tuanfeng (Xina): Lin Biao (en xinès simplificat: 林彪), militar i polític xinès (m. 1971).[17]
- 1911, Como: Carla Prina, pintora abstracta italiana (m. 2008).[18]
- 1916, Bakú, Imperi Rus: Veroníka Dudàrova, la primera directora d'orquestra soviètica i russa (m. 2009).[19]
- 1931, Santander: Julia –o Julita– Martínez, actriu espanyola.
- 1932, Nova York (EUA): Sheldon Lee Glashow, físic estatunidenc, Premi Nobel de Física de l'any 1979.
- 1950, San Fernando, Cadis: Camarón de la Isla, cantaor flamenc espanyol (m. 1992).[20]
- 1955, Youxi (Xina): Cai Qi (xinès: 蔡奇), polític xinès, alcalde de Pequín (2016-2017) i Secretari del Partit Comunista de Pequín (2017-), membre del Politburó del Partit Comunista de la Xina (2017-).[21]

- 1963: Alberto Nisman, advocat argentí que va treballar com a fiscal federal, que destacà per ser el cap de la investigació de l'atemptat de 1994 del centre jueu a Buenos Aires.
- 1966ː Forbach, Françaː Patricia Kaas, cantant i actriu.[22]
- 1969, Glasgow: Lynne Ramsay, directora de cinema escocesa, escriptora, productora i directora de fotografia.[23]
- 1976, Dallas, Texas, Estats Units: Amy Acker, actriu de cinema estatunidenca.[24]
- 1995 - Illes Canàries: Taz Skylar, actor britànic.

## Necrològiques
Països Catalans
- 1082 - la Perxa de l'Astor, Gualba, Vallès Oriental: Ramon Berenguer II el Cap d'Estopes, comte de Barcelona, fet assassinar probablement per son germà, Berenguer Ramon II el Fratricida.
- 1474 - Elna, Rosselló: Bernat d'Oms i de Santapau, executat per l'exèrcit francès per haver encapçalat la resistència contra l'ocupació de la vila.
- 1945 - Barcelona: Elena Jordi, actriu i empresària teatral de vodevil catalana, primera directora de cinema d'Espanya.[25]
- 1949 - Perpinyà (el Rosselló): Antoni Rovira i Virgili, periodista, lingüista i polític català, president del Parlament de Catalunya a l'exili (n. 1882).[26]
- 1972 - Vilanova i la Geltrú: Maria Pérez i Peix escultora catalana (n. 1879).[27]
- 1973 - l'Ametlla del Vallès: Eugeni Xammar i Puigventós, periodista, diplomàtic i traductor català.
- 2015 - Barcelona: Jaime Camino Vega de la Iglesia, director i guionista de cinema català. (n. 1936).[13]

Resta del món
- 1038 - Lieja, Principat de Lieja: Reginard de Lieja, príncep-bisbe del mateix principat
- 1791 - Viena, Arxiducat d'Àustria: Wolfgang Amadeus Mozart, compositor de música clàssica austríac (n. 1756).[28]
- 1870 - Dieppe (França): Alexandre Dumas (pare), novel·lista i dramaturg francès (n. 1802).[29]
- 1891 - París (França): Pere II del Brasil, segon i últim emperador brasiler (n. 1825).[30]
- 1925 - Varsòvia (Polònia): Władysław Reymont, escriptor polonès, Premi Nobel de Literatura de 1924 (n. 1867).
- 1926 - Giverny (França): Claude Monet, pintor impressionista francès (n. 1840).[31]
- 1927 - Berlín: Richard Eilenberg, compositor alemany.
- 1940 - Praga, Protectorat de Bohèmia i Moràvia: Jan Kubelík, violinista i compositor txec.
- 1951 - Calcuta, Índia: Abanindranath Tagore, intel·lectual, artista, escriptor i principal creador de la Indian Society of Oriental Art (n. 1871).
- 1965 - Saint Louis, Missouri (EUA): Joseph Erlanger, metge i bioquímic nord-americà, Premi Nobel de Medicina o Fisiologia de l'any 1944 (n. 1874).
- 1969 - Londres: Alícia de Battenberg, princesa de Grècia, princesa de Battenberg.
- 1974 - Roma, Laci (Itàlia): Pietro Germi, director de cinema, guionista, actor i productor italià (n. 1914).[13]
- 1979 - París, França: Sonia Delaunay, pintora i dissenyadora de les avantguardes artístiques (n. 1885).[32]
- 2007 - Kürten, land de Rin del Nord-Westfàlia, Alemanya: Karlheinz Stockhausen, compositor alemany (n. 1928).[33]
- 2008:
  - Moscou, Rússia: Aleix II, clergue ortodox estonià, 16è Patriarca de Moscou.
  - Los Angeles, EUA: Nina Foch, actriu de cinema estatunidenca.
- 2011 - Lewin Kłodzki, Baixa Silèsia, Polònia: Violetta Villas, cantant, compositora, lletrista, actriu de teatre i cinema polonesa (n. 1938).[34]
- 2012 - Rio de Janeiro (Brasil): Oscar Niemeyer, arquitecte brasiler (n. 1907).[35]
- 2013 - Johannesburg, Sud-àfrica: Nelson Mandela, president de la república de Sud-àfrica, lluitador contra l'apartheid (n. 1918).[36]
- 2014 - Brussel·les, Bèlgica: Fabiola Mora y Aragón, aristòcrata espanyola que va esdevenir reina dels belgues.[37]
- 2019 - L'Havana (Cuba): Faure Chomón, comandant de la Revolució Cubana (n. 1929).[38]

## Festes i commemoracions
- Festa Local de Sant Julià de Cerdanyola a la comarca del Berguedà
- Dia Internacional dels Voluntaris
- Sants: Saba de Mutalasca; Gerard de Braga, bisbe; beat Joan Gradenigo, eremita i monjo; serventa de Déu Madrona Clarina i Colomer.